# Gerhard Gläser
Gerhard Gläser (* 26. Dezember 1911 in Magdeburg; † 1995) war ein deutscher Fußballspieler und Fußballtrainer.

## Karriere als Spieler
Ab 1922 spielte der in Magdeburg geborene Gläser als Torwart für die Jugendmannschaften und später die Seniorenmannschaft des SC Komet Magdeburg, bis er sich 1933 Cricket-Viktoria Magdeburg anschloss. Ab 1933/34 spielte Gläser mit Cricket-Viktoria in der Gauliga Mitte, einer der damals 16 höchsten deutschen Spielklassen, in der sich der Club bis 1942 halten konnte. In diesen Jahren zählte Gläser zu den besten Torhütern im deutschen Fußball und wurde mehrfach zu Lehrgängen der Nationalmannschaft eingeladen. Nach der Auflösung von Cricket-Viktoria nach Ende des Zweiten Weltkriegs 1945 schloss sich Gläser 1946 der SG Magdeburg-Lemsdorf an. Von 1950 bis 1953 spielte er schließlich für Grün-Rot Magdeburg.

## Karriere als Trainer
Noch im Jahre 1953 schloss Gläser ein Studium als Fußballtrainer ab. Seine erste Trainerstation war mit Beginn der Saison 1953/54 die BSG Turbine Halle, wo er eine Mannschaft übernehmen musste, deren bisheriger Trainer Fred Schulz und wichtige Spieler (z. B. Otto Knefler, Günter Imhof) nach der Niederschlagung des Volksaufstandes von 1953 in den Westen gegangen waren. Die Hallenser, 1952 noch DDR-Meister geworden, hatten die Spielzeit 1952/53 nur mit einem enttäuschenden 13. Platz in der Oberliga als höchster Spielklasse der DDR abgeschlossen. Unter Gläsers Leitung konnte sich die Mannschaft am Ende der Saison 1953/54 auf Rang 8 verbessern. Im September 1954 wurde die 1. Mannschaft der Fußballsektion der BSG Turbine dem neu gegründeten SC Chemie Halle-Leuna angegliedert, musste aber am Ende der Saison 1954/55 als Tabellen-Vorletzter aus der Oberliga absteigen. Neben den Clubverantwortlichen wurde auch Gläser wegen des Abstiegs öffentlich getadelt: „Der Trainer Gläser, der die führende Rolle im Kollektiv zu übernehmen hatte, förderte durch sein Versöhnlertum und seine Inkonsequenz die Zersplitterung des Kollektivs.“ (SED-Bezirkszeitung Freiheit, 5. September 1955)
Gläser wechselte daraufhin zum Oberliga-Aufsteiger BSG Lokomotive Stendal, mit dem er in der Übergangsrunde 1955 den neunten und 1956 den vierten Rang in der Oberliga belegte, 1957 aber erneut als Tabellen-Vorletzter in die DDR-Liga abstieg. Dem sofortigen Wiederaufstieg folgte der erneute Abstieg in der Saison 1959 als Tabellen-Letzter. 1960 wechselte er zum Oberligisten Fortschritt Weißenfels, mit dem er nach einer Saison ebenfalls abstieg und als Trainer ausschied.
Nach drei Jahren Tätigkeit als DFV-Auswahltrainer und kurzzeitigem Engagement als Stützpunkttrainer des Bezirkes Rostock trat Gläser zur Saison 1965/66 das Amt des Trainers beim Oberligisten SC Empor Rostock an, dessen Fußballabteilung noch im gleichen Jahr als Fußballclub Hansa Rostock aus dem Gesamtclub herausgelöst wurde. Nach einem vierten Rang in dieser Saison verfehlte die Rostocker Mannschaft ein Jahr später mit einem zehnten Platz die in sie gesteckten Erwartungen, erreichte aber den Einzug in das Endspiel um den DDR-Fußballpokal, das Gläsers Mannschaft aber mit 0:3 gegen Motor Zwickau verlor.
In der Saison 1967/68 hingegen spielte Hansa unter Gläser erfolgreicher in der Oberliga und wurde mit fünf Punkten Rückstand auf den FC Carl Zeiss Jena Vizemeister. Im damit erstmals in der Clubgeschichte erreichten internationalen Messepokal 1968/69 setzte sich Rostock in der ersten Runde gegen den OGC Nizza durch, schied aber in der zweiten Runde aufgrund der Auswärtstorregel gegen den AC Florenz aus. Als im April 1969 der FC Hansa endgültig seine Hoffnungen auf die DDR-Meisterschaft begraben musste, wurde Gläser noch während der laufenden Meisterschaft wieder durch seinen Vorgänger Lothar Wiesner ersetzt, der mit der Mannschaft schließlich den vierten Rang der Oberliga belegte.
Mit Beginn der Fußball-Saison 1969/70 übernahm Gläser das Training des DDR-Ligisten Chemie Wolfen. 1971 erreichte er mit dieser Mannschaft einen überraschenden dritten Platz, musste aber im gleichen Jahr den Gang in die drittklassige Bezirksliga antreten, da die BSG wegen eines Statutenverstoßes zurückgestuft worden war. Nach Wiederaufstieg 1972 und erneutem Abstieg 1974 beendete Gerhard Gläser daraufhin mit 62 Jahren seine Trainerkarriere.